# Данилевский, Григорий Петрович
Григо́рий Петро́вич Даниле́вский (14 (26) апреля 1829, село Даниловка, Изюмский уезд, Слободская губерния, Российская империя — 6 (18) декабря 1890, Санкт-Петербург, Российская империя) — русский литератор, наиболее известный романами из истории России XVIII—XIX веков. С 1881 года главный редактор «Правительственного вестника», тайный советник.

## Биография
Родился в богатой дворянской семье харьковского помещика, отставного поручика Петра Ивановича Данилевского (1802—1839). По семейным преданиям, подтверждённым, впрочем, и серьёзными документами, основателю этого дворянского рода, Даниле Данилову сыну в 1709 году выпала честь принимать в своём доме Петра I, возвращавшегося из Азова в Полтаву. Двоюродная сестра писателя, Ефросинья Осиповна Данилевская, приходилась бабушкой поэту Маяковскому.
Учился в Московском дворянском институте (1841—1846), затем на юридическом отделении Санкт-Петербургского университета. По ошибке (вместо однофамильца Н. Я. Данилевского) был привлечён к делу Петрашевского и несколько месяцев просидел в Петропавловской крепости в одиночном заключении. В 1850 году окончил университетский курс со степенью кандидата прав и с серебряною медалью за конкурсное сочинение на тему: «О Пушкине и Крылове».
В 1850—1857 годах служил в Министерстве народного просвещения чиновником особых поручений и неоднократно получал командировки в архивы южных монастырей. В 1856 году был одним из писателей, посланных великим князем Константином Николаевичем для изучения различных окраин России. Ему было поручено описание прибрежьев Азовского моря и устьев Дона.
Выйдя в 1857 году в отставку, надолго поселился в своих имениях, был депутатом харьковского комитета по улучшению быта помещичьих крестьян, позднее членом училищного совета, губернским гласным и членом Харьковской губернской земской управы, почётным мировым судьёй, ездил с земскими депутациями в Петербург и т. д. В родном селе Даниловка в 1962 году ему поставлен памятник.
В 1868 году поступил было в присяжные поверенные Харьковского округа, но вскоре получил место помощника главного редактора «Правительственного вестника», а в 1881 году был назначен главным редактором; состоял также членом совета главного управления по делам печати.
Умер 6 (18) декабря 1890 года в Петербурге, где с 1864 года жил в доходном доме на Невском проспекте, 71. Похоронен в селе Пришиб, ныне Балаклеевского района Харьковской области.

## Творческая деятельность

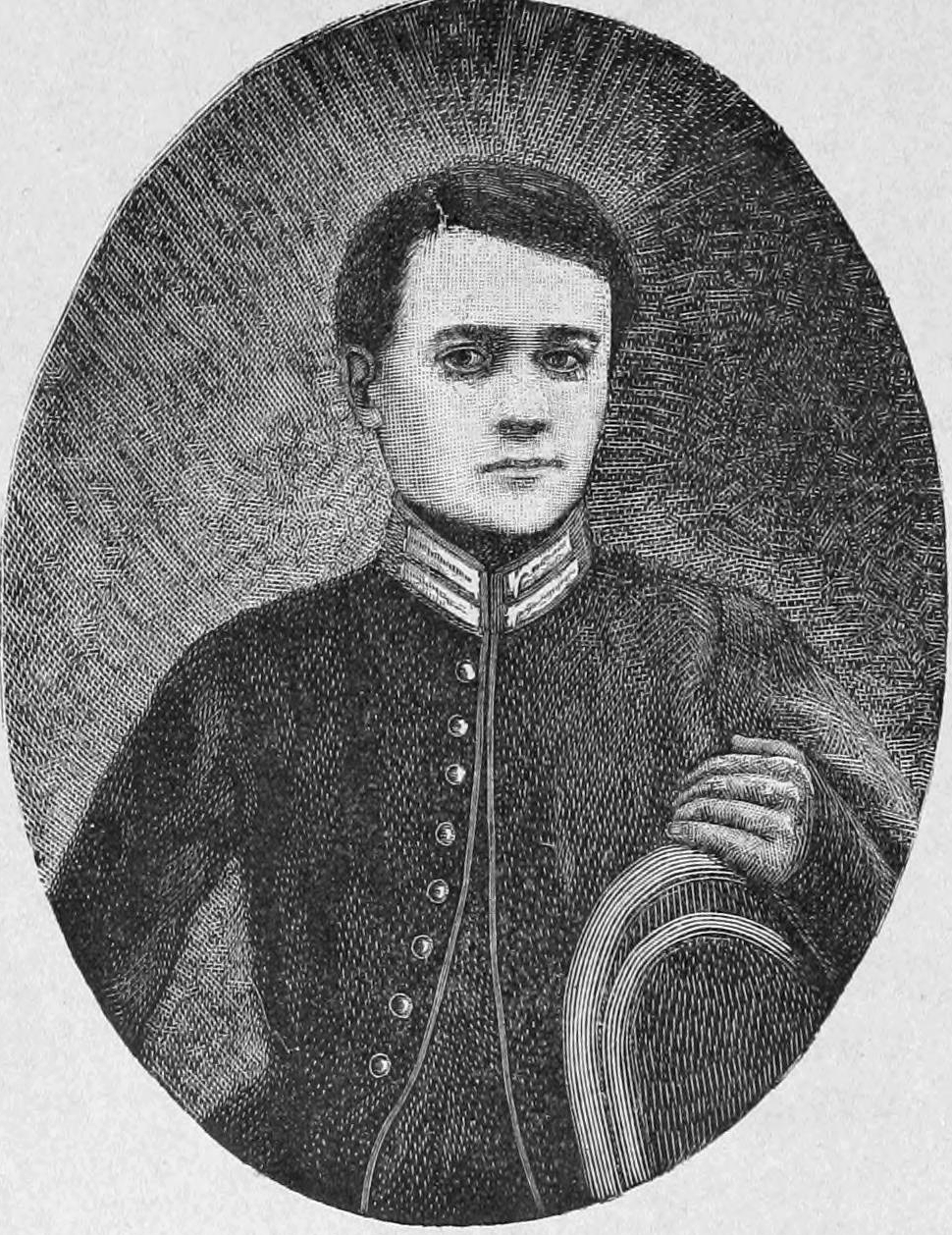
Данилевский, 1844

Литературную деятельность начал стихами, первое стихотворение опубликовал в 17 лет. В «Библиотеке для чтения» поместил поэму из мексиканской жизни «Гвая-Ллир» (1849), после чего стал постоянным сотрудником журнала Сенковского. Осенью 1851 года познакомился со своим кумиром Гоголем. К юношескому периоду романтического эпигонства относятся «Украинские сказки» (выдержавшие, впрочем, 8 изданий), цикл «Крымские стихотворения» (1851), переводы из Шекспира («Ричард III», «Цимбелин»), Байрона, Мицкевича и других авторов.
Несколько оригинальнее были этнографические повести из малороссийского быта и старины, собранные в 1854 году под названием «Слобожане». Первый роман, обративший на Данилевского внимание серьёзной публики, — «Беглые в Новороссии» (1862), подписанный псевдонимом «А. Скавронский». За ним последовали «Беглые воротились» (1863) и «Новые места» (1867). После многолетнего перерыва в 1874 году появился роман «Девятый вал», основанный отчасти на автобиографическом материале и содержащий критику монастырских нравов. Эта книга подводит черту под периодом общественно-бытовых повестей Данилевского.
Повестью «Потёмкин на Дунае» (1878) начинается вторая половина литературной деятельности Данилевского, почти исключительно посвященная исторической беллетристике. Один за другим появляются романы «Мирович» (1879), «На Индию при Петре I» (1880), «Княжна Тараканова» (1883), «Сожжённая Москва» (1886), «Чёрный год» (1888) и ряд рассказов «из семейной старины».
Занимательность сюжетов и лёгкость слога позволили Данилевскому соперничать с графом Салиасом, Д. Л. Мордовцевым и Вс. Соловьёвым за право считаться «русским Дюма». В 1866 году он издал книгу исторических и биографических очерков «Украинская старина», удостоенную малой Уваровской премии. Печатал также путевые очерки и святочные рассказы. Полное собрание сочинений Данилевского (сначала в 4, позднее в 9 тт.) выдержало с 1876 года семь изданий (печатавшихся, впрочем, в небольшом количестве экземпляров).
Довольно высокое официальное положение не ослабило в Данилевском ни стремления к литературной деятельности, ни в целом либеральной её окраски. Печатал он свои большие произведения 1870-х и 1880-х гг. исключительно в «Вестнике Европы» и «Русской мысли», а в библиографическом отделе официального «Правительственного вестника» весьма часто давались благоприятные отзывы о литературных явлениях, которые в изданиях консервативного лагеря встречали самую резкую оценку.
Наибольшим успехом пользовался роман о Мировиче, в рукописи озаглавленный «Царственный узник» и впервые открывший для широкой публики обстоятельства смерти императора Иоанна Антоновича, прежде засекреченные. Публикация книги, отсроченная цензурой на четыре года, стала подлинной сенсацией.
Д. Мирский пишет, что романы Данилевского были «чрезвычайно модны» в последней четверти XIX века «среди не слишком изысканной публики», тогда как «более передовые начитанные люди» относились к ним пренебрежительно. К числу наименее удачных романов Данилевского критика причисляла «Сожжённую Москву»: очевидное соперничество с «Войной и миром» оказалось слишком опасным для не рассчитавшего свои силы автора.
В фантастическом рассказе «Жизнь через сто лет» Данилевский, подражая Жюль Верну, описывает мир 1968 года: централизованное снабжение городов водой, электричеством и теплом; трансляция спектаклей по телефону; подземная железная дорога между Англией и Францией; искусственное море на месте Сахары и т. д.

## Семья
Жена — Юлия Егоровна Замятина, дочь владельца соседнего имения (в Змиевском уезде) — штабс-капитана Замятина. Венчание состоялось 7 июня 1857 года  в Покровской церкви села Дмитриевка Изюмского уезда. Их дети:
- Екатерина Григорьевна Данилевская (1858—1912) — вышла замуж за полковника русской армии В. В. Комарова у них было 5 сыновей и 4 дочери.
- Александра Григорьевна Данилевская. В 1904 года поехала с подругой для лечения лёгких в Испанию, где вышла замуж за офицера Родригеса. В период Гражданской войны в Испании с «генеральшей Родригес» свёл знакомство журналист Михаил Кольцов; её дочери Юлия и Елена Родригес тогда же работали в советском торгпредстве.

Двоюродная сестра Ефросинья Осиповна — бабушка поэта Владимира Маяковского.

## Основные произведения

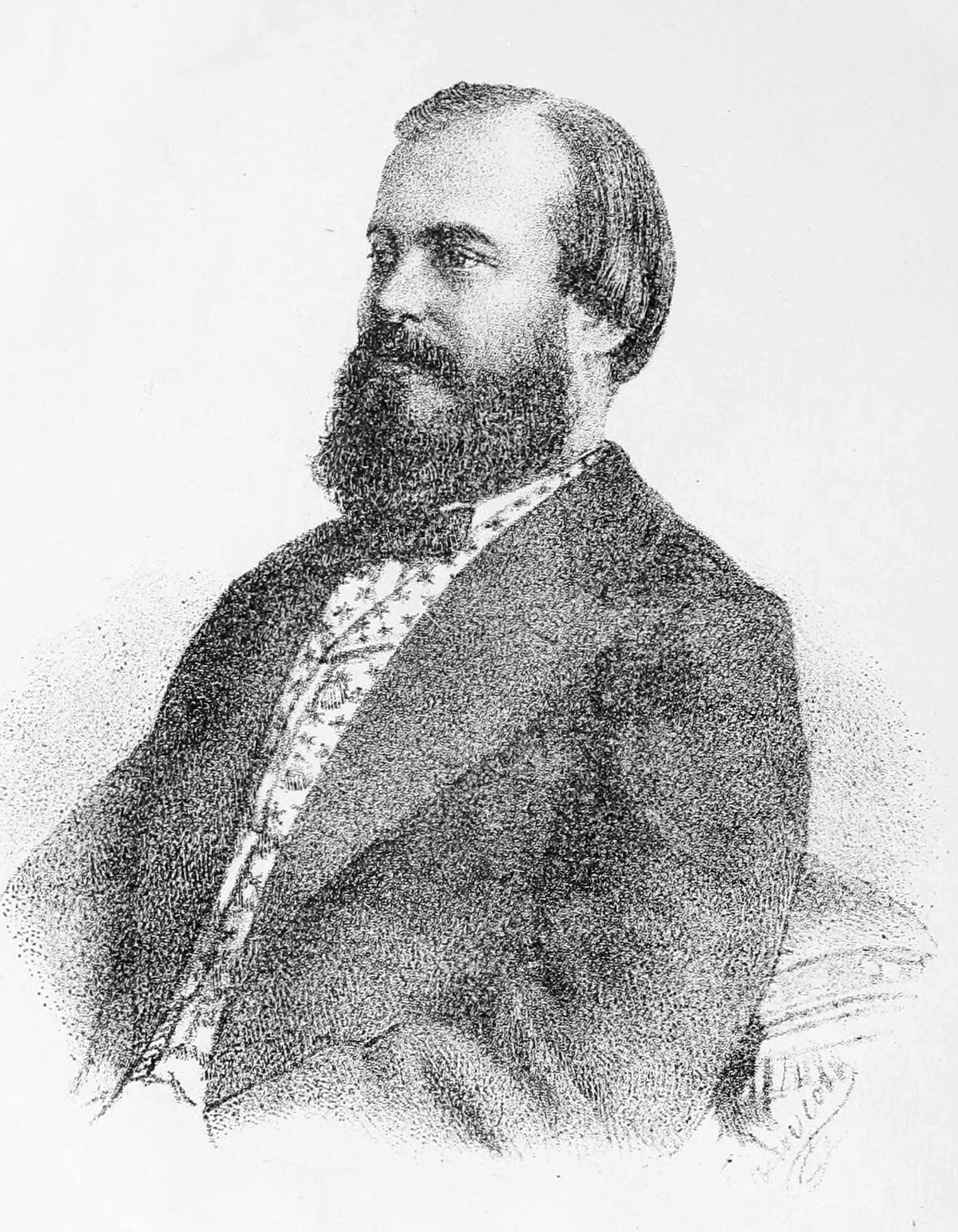
Данилевский, 1869

- «Слобожане» (сборник рассказов и очерков), 1853;
- «Полтавская старина», 1856;
- «Жизнь через сто лет», 1868;
- «Беглые в Новороссии» и «Воля» («Беглые воротились»), опубликован в журнале «Время» (1862, № 1—2, и 1863, № 1—3);
- «Новые места», 1867;
- «Девятый вал», 1874;
- «Мирович», 1879;
- «Княжна Тараканова», 1882;
- «Сожжённая Москва», 1886;
- «Чёрный год» («Пугачёвщина»), 1888—1889;
- «Царевич Алексей» (незакончен), вышел в 1892 посмертно.

### Мемуарные публикации
- Данилевский Г. П. Поездка в Ясную Поляну (Поместье графа Л. Н. Толстого) // Исторический вестник, 1886. — Т. 23. — № 3. — С. 529—544.
- Данилевский Г. П. Из литературных воспоминаний // Исторический вестник, 1891. — Т. 43. — № 1. — С. 32-69.
- Данилевский Г. П. Семейная старина. — Кн. 1. — СПб.: А. С. Суворин, 1887. — 71 с.; Кн. 2. — СПб.: А. С. Суворин, 1887. — 96 с.
- Данилевский Г. П. Стория о Господе и о земле. (К воспоминаниям о Гоголе) // Исторический вестник, 1888. — Т. 34. — № 12. — С. 730—736.